# ドルフィン (企業)
ドルフィン株式会社は、岐阜県岐阜市に本社があり、知の育み、体と心の育み、健康・フィットネス、進化・省エネルギー（施設管理）、地域活性（指定管理）、文化伝承（指導者配置・企画）の事業を通し、インクルーシブデザインという、お客様、地域社会、お取引先、従業員の全ての方が参画して事業形態を研究、開発、実施していく企業である。

## 直営施設
- ドルフィンスイミングスクール
- 安心スポーツクラブ　ジェイ・スクエア
- MULTI-STUDIO　DoWell 岐阜校
- MULTI-STUDIO　DoWell 一宮校
- ドゥエルゴルフスクール
- 生餃子専門店　新助
- セミパーソナルトレーニングジム　ジェイプラス
- ジェイ・ゴルフ
- 興味を見つけ得意に変える「育童」ドルフィンステップ
- ドルフィンHUG-KUM保育園（企業主導型保育園）

## 指定管理施設
- 郡上市総合スポーツセンター
- OKBぎふ清流アリーナ（岐阜アリーナ）
- 福井市体育施設
- 四国山香りの森公園及び香り会館
- 江南市勤労会館、展望タワー等（すいとぴあ江南）
- 揖斐川町地域交流センター「はなもも」
- 関市武芸川健康プール
- 関市古民家あいせき